# Mistilteinn

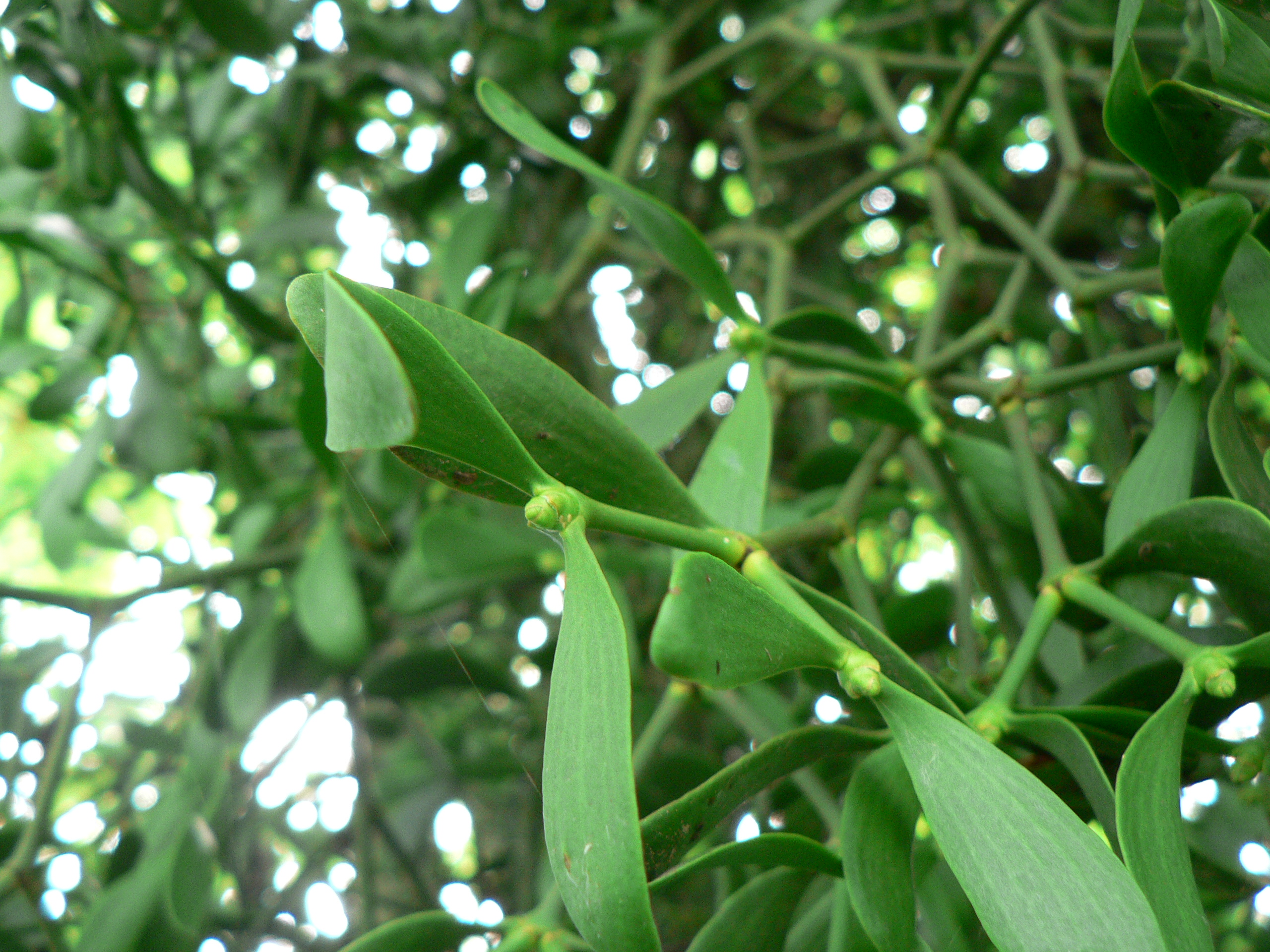
Muérdago en sorbo.

Mistilteinn, también conocida como Misteltein o Mystletainn, es una espada mítica hecha de muérdago que Hrómundr Gripsson usa en Hrómundar saga Gripssonar, una saga legendaria de Islandia.
Mistilteinn pertenecía en primer lugar a Þráinn, un draugr (no muerto) antiguo rey de Valland, el hechicero-rey. Þráinn había matado a 420 hombres incluido el rey sueco Semingr con su espada encantada. Hrómund lucha con Þráinn y triunfa, quema su cuerpo y se queda con Mistilteinn.